# 蔵元
蔵元（くらもと）とは、
1. 室町時代の質屋や江戸時代、蔵屋敷で商品の売買を代行し、蔵物の出納を行った商人のこと。本記事で詳述。
2. 酒・醤油・味噌・酢といった醸造品の製造元をいい、オーナー家を指す総称。夏でも適当な冷気と湿度を必要としたため土蔵が必要であり、「蔵元」の語源はこの辺にあるとされている。酒造り・醤油造りには適当な菌を必要とし、それによって蔵ぐせ、醸造元の独特の香りや風味がでる。

## 概要
室町時代には各種藏が存在し、質屋を営んだ者を蔵元と呼んだ。江戸時代には、蔵屋敷の管理を行う武士や町人、蔵物の管理や出納を行う者、その多くの掛屋（かけや）を兼ねる者も蔵元といった。藩主および蔵屋敷と商人との間で、物産の荷受けおよびその売却代銀の保管を行い、また、藩地および江戸屋敷の財用を弁ずることを本務とした。要するに、蔵元の主業は蔵物の委託販売である。蔵元は初め諸藩の米穀を引受け、これを取り扱う蔵役人の称呼で、藩吏がこれに当たっていたが彼等の無能なことから、寛文年間（1661年-1673年）の頃より蔵元の職を藩邸に出入りする町人に委ね、別に留守居役を定詰または年番として蔵元および掛屋を監督させた。
江戸時代初期は、各藩から派遣された武士の蔵元が多かったが、寛永年間（1624年-1644年）以降、しだいに町人蔵元が主流となり、寛文年間以降、一般的なものとなった。初期の町人蔵元は、大名や旗本など諸領主が主要都市の大坂・大津・堺などに置いた年貢米の販売業者であった。
『宮古の研究』には、次のような記述がある
諸侯の御用達としての蔵元
江戸において、旗本武士のために浅草の米蔵や札差（江戸時代、旗本や御家人の禄米の受け取りや、売りさばきを職業としたもの）があったように、大坂においては諸侯（封建時代の諸大名）のために蔵屋敷があり、蔵元や掛屋がいた。その職分、勢力および経済上の位置は同じであった。大坂は豊臣氏の繁栄のあとを受けて財力は豊かで、四国、九州、中国などを中心的な市場としていた。農民から納められた米穀を経済維持としていた諸侯は、毎年、この中心市場に領内の米穀、その他の物産を売って金銀に換えていた。後に、各藩はみなその倉庫や営業所、邸宅が必要となり蔵屋敷が設けられるようになった。
諸侯は蔵屋敷を設け、毎年、その領内の物産をここに集め、貯蔵し、売却して、各藩が必要とする経費を捻出した。自然の成り行きで蔵元、掛屋、用聞などの蔵屋敷に付属する数種の特殊な商人が発生した。封建制度の世にあって、諸侯は各々自ら独立した侯国であり、その独立の兵権独立の経済政策を有し、英国、仏国、独国など、欧州内にあって別個の兵権、法権、経済政策を有するのと同様である。大坂はこれら独立国、および、最も強大な国家ともいうべき幕府が共に等しく経済政策を行って、金融を策する中心市場である。
蔵屋敷の数および所在地
諸侯、寺社または幕府旗本の士、および諸家の老臣などが、大坂に設けた蔵屋敷の数はおおよそ130戸近くで、そのうち最も有力で日々相場の番組に附出する蔵数は30内外である。それら蔵屋敷が漕運の便のよい地に設けられたのは自然のことで、中の島が最も多く、土佐堀川、江戸堀川、天満がこれに次ぎ、その他は海部堀川、立買堀川、長堀川、備前島、大川南岸などに散在した。これら蔵屋敷は寛永3年（1626年）には111軒となり、その内の留守居69軒は借屋敷で、役人がいないものが14軒、別に諸侯老臣の屋敷7ヶ所あった。延享4年（1747年）および安永6年（1777年）の調査による蔵屋敷を設けた藩地、藩主、石高、蔵屋敷所在地、毎年の藏入高などを列記すると次のようである。
安永6年の調査による大阪蔵屋敷
- 藩地：加賀金沢、国主：加賀少将重熈、石高：102万2000石、蔵屋敷位置：大阪中ノ島淀屋橋西借屋敷、登せ高：凡11万石より20万石まで土方、新川、能登、川西、加州、金沢以上、6段米有上々米は2俵に9斗6升、上米は2俵にて1石2升あり、
- 藩地：薩州鹿児島、国主：松平薩摩守宗信、石高：77万石、蔵屋敷位置：土佐堀2丁目、登せ高：下米5万石より7万石まで、同赤米琉球米78千石、3俵に付1石1斗入、備考：本5歩1丁
- 藩地：尾張名古屋、国主：尾張中納言、石高：61万9500石、蔵屋敷位置：天満唐崎町
- 藩地：紀伊和歌山、国主：紀伊大納言、石高：55万5000石、蔵屋敷位置：天神橋南詰、備考：京橋5丁目
- 藩地：肥後熊本、国主：細川越中守、石高：54万5000石、蔵屋敷位置：常安町、登せ高：上米4万石より5万石まで、3俵に付1石1斗2升入